# Цветы весны и осени
«Цветы весны и осени» (яп. 尾形光琳筆　梅花・秋草図　二面) — роспись по дереву, созданная японским художником Огатой Корином в начале XVIII века. Произведение передано в дар фондом Мэри и Джексона Бёрк и находится в собрании Метрополитен-музея в Нью-Йорке.
Диптих «Цветы весны и осени» сочетает в себе два важных элемента творчества Огаты Корина: декоративное изображение цветов и живопись тушью в манере китайских художников. Именно благодаря произведениям с растениями Огата Корин стал в своё время знаменитым художником. Роспись состоит из двух отдельных деревянных панелей, представляющих цветы и растения весны и осени. Возможно, изначально произведение состояло из четырёх панелей, каждая из которых представляла отдельное время года, и две позже оказались утерянными. На правой части работы изображены рано зацветающие белые цветы японской сливы, предвестники весны, выделяющиеся на фоне дощечки из криптомерии и тёмных ветвей без листьев. Композиция достаточно проста, и художник использует только чёрный и белый цвет. Такая монохромность соответствует состоянию ранней весны в Японии, когда на улице ещё нет травы и других цветов. На левой панели изображены цветы и травы, представляющие время конца лета и ранней осени: ипомеи, белые и голубые колокольчики и хризантемы. Яркие белые, розовые и красные хризантемы выделяются на тёмном фоне дерева и других цветов, написанных в приглушённых тонах.
Обе дощечки слегка выгнуты, поэтому сложно судить об их предполагавшейся функции в интерьере. Росписи по дереву, встречавшиеся в интерьерах жилищ того времени, иногда представляли собой похожие панели, которые висели на изогнутых колоннах, служивших для обрамления токономы (алькова). Однако «Цветы весны и осени» по размерам слишком широки для того, чтобы висеть на одной колонне; они могли находиться по разные стороны проёма.
В правом нижнем углу правой дощечки стоит подпись «Хоккё Корин», на обеих панелях стоит круглая печать художника с надписью «Корэсукэ». Стиль росписи и работа кистью, подпись и печать свидетельствует о том, что этот диптих был создан практически сразу после того, как Огата Корин получил почётное звание хоккё («Мост Дхармы»), присваивавшееся за достижения в живописи.